# 山口県立下関西高等学校
山口県立下関西高等学校（やまぐちけんりつ しものせきにしこうとうがっこう 英語: Shimonoseki-Nishi High School）は、山口県下関市後田町に所在する公立高等学校。略称は「西高」（にしこう）、「下西」（しもにし）。

## 概要
歴史
1920年（大正9年）創立の旧制中学校「下関中学校」を前身とする。1948年（昭和23年）の学制改革により新制高等学校となった。2019年（平成31年）に創立100周年を迎えた。
設置課程・学科
全日制課程 2学科
- 普通科
- 探究科

校地
東駅地区にあり、「旭が陵」（あさひがおか）と呼ばれる高台に校舎が建つ。そのことにちなみ、文化祭は旭陵祭（きょくりょうさい）、同窓会組織は旭陵同窓会と称する。なお下関商業高等学校とは校地を接している。
校舎
創立100周年記念事業として、体育館北のプール跡地に「旭陵館」というセミナーハウスが建設され、授業や自習、集会などに用いられている。
校訓・校是
「天下第一関」を創立当初（旧制中学時代）より校是とする。この語は、万里の長城の最東端にある山海関に掲げてある扁額に由来。また、校訓は「自主・自律」。
校章
1949年(昭和24年)に制定。「高」を形どったシンプルなデザインである。また、「高」の字の下の口の部分のカーブが笑った顔を表している。
校歌
1962年（昭和37年）に制定。作詞は五味智英、作曲は平井康三郎による。歌詞は3番まであり、1番の歌詞は福岡県北九州市門司区にある「風師山」（かざしやま）から始まるユニークなものとなっている。また3番の最後に校是の「天下第一関」が登場。なお、作詞を務めた五味は多忙のため下関を訪問することができず、当時の校長が五味の元へ持参した資料のみで詞を制作した。
通学（全日制課程）
学校より3km以遠に住む生徒に限り自転車通学が認められている。

## 沿革
- 1920年（大正9年）
  - 3月7日 - 「下関市立下関中学校」の設置が認可される。
  - 4月15日 - 下関市王司町の文関尋常小学校（現・下関市立文関小学校）校舎を借用し開校。[2]
    - 入学資格を尋常小学校を卒業した12歳以上の男子、修業年限を5年（現在の中1から高2に相当）とする。
- 1923年（大正12年）
  - 3月22日 - 下関市後田町長六（現・山口県立下関南高等学校校地）に新校舎が完成。
  - 4月1日 - 県立移管により、「山口県立下関中学校」と改称。
- 1927年（昭和2年）7月 - 同窓会設立。
- 1930年（昭和5年）
  - 3月18日 -下関市後田町字須朶ノ木に新校舎が完成。
  - 4月9日 - 新校舎に移転。
- 1932年（昭和7年）7月6日 - 図書館が完成。
- 1936年（昭和11年）4月20日 - 工業科教室が完成。
- 1938年（昭和13年）
  - 1月9日 - 剣道場が完成。
  - 2月7日 - 工業漆工室が完成。
- 1943年（昭和18年）4月1日 - 中等学校令が施行される。
  - この時の入学生から修業年限が4年となる。
  - 「山口県立下関第二中学校」（夜間課程）を併設（定時制課程の始まり）
- 1944年（昭和19年）- 軍需工場等への学徒動員が始まる。
- 1945年（昭和20年）
  - 3月 - 4年生（1941年（昭和16年）入学生）と5年生（1940年（昭和15年）入学生）の合同卒業式を挙行。
    - 教育ニ関スル戦時非常措置方策により、中等学校令施行以前に入学した生徒にも修業年限4年が適用されるようになったため。

  - 4月 - 学校での授業を停止。ただし学徒動員は継続。
  - 9月 - 終戦により、授業を再開。
- 1946年（昭和21年）4月 - 修業年限が5年に戻る（4年で卒業することもできた）。
- 1947年（昭和22年）4月1日 - 学制改革（六・三制の実施）が行われる。
  - 旧制中学校の募集を停止。
  - 新制中学校を併設し（名称:山口県立下関中学校併設中学校、以下・併設中学校）、旧制中学校1・2年修了者を新制中学校2・3年生として収容。
  - 併設中学校は経過措置としてあくまで暫定的に設置されたため、新たに生徒募集は行われず在校生が2・3年生のみの中学校であった。
  - 旧制中学校3・4年修了者はそのまま在籍し、4・5年生となった（ただし4年で卒業することもできた）。
- 1948年（昭和23年）4月1日 - 学制改革により旧制中学校が廃止され、新制高等学校「山口県立下関高等学校」（男子校）が発足。
  - 旧制中学校卒業者（5年修了者）を新制高校3年生、旧制中学校4年修了者を新制高校2年生、併設中学校卒業者（3年修了者）を新制高校1年生として収容。
  - 併設中学校を継承し（名称:山口県立下関高等学校併設中学校）、在校生が1946年（昭和21年）に旧制中学校へ最後に入学した3年生のみとなる。
  - 通信教育部を開設。
  - 夜間課程の下関第二中学校は「山口県立下関第二高等学校」となる。
- 1949年（昭和24年）4月21日 - 山口県立下関高等学校と山口県立下関第二高等学校の2校が統合され、「山口県立下関西高等学校」となる。
  - 通常制普通課程（全日制課程 普通科）、定時制普通課程（定時制課程 普通科）、通信教育部を設置。
- 1950年（昭和25年）4月1日 - 山口県立下関南高等学校を統合し「南校舎」とする。定時制（夜間部）、定時制黒井分校と定時制東部分校の2分校を設置。
- 1951年（昭和26年）3月31日 - 東部分校を山口県立下関東高等学校に移管。
- 1954年（昭和29年）4月1日 - 南校舎が分離し「山口県立下関南高等学校」として独立（再設置）。
- 1955年（昭和30年）12月20日 - 校旗を制定。
- 1959年（昭和34年）10月2日 - 創立40周年を記念して図書館が完成。
- 1962年（昭和37年）
  - 4月1日 - 黒井分校の定時制課程の募集を停止し、全日制課程を設置。
  - 12月24日 - 校歌を制定。
- 1963年（昭和38年）4月1日 - 通信制課程を山口県立山口高等学校へ移管し、協力校となる。
- 1965年（昭和40年）3月31日 - 黒井分校の定時制課程を廃止。
- 1968年（昭和43年）
  - 5月6日 - 屋内運動場兼講堂（体育館）が完成。
  - 9月2日 - プールが完成。
- 1970年（昭和45年）
  - 3月30日 - 理科特別教室棟が完成。
  - 4月1日 - 全日制課程に理数科を設置。
  - 11月6日 - 創立50周年記念式典を挙行。
- 1972年（昭和47年）11月1日 - 黒井分校を小串に移転し、「響分校」に改称。
- 1974年（昭和49年）11月13日 - 第二運動場が完成。
- 1976年（昭和51年）11月29日 - 響分校の特別教室棟が完成。
- 1980年（昭和55年）4月1日 - 響分校が分離し、「山口県立響高等学校」として独立。
- 1982年（昭和57年）7月6日 - 本館棟が完成。
- 1983年（昭和58年）3月25日 - 特別教室棟が完成。
- 1984年（昭和59年）3月27日 - 普通教室棟が完成。
- 1986年（昭和61年）10月9日 - 部室が完成。
- 1994年（平成6年）3月29日 - 武道場が完成。
- 1995年（平成7年）4月25日 - 弓道場が完成。
- 2006年（平成18年）7月14日 - 武道場の2階に新体育館が完成。
- 2008年（平成20年）3月25日 - 屋内運動場兼講堂を解体撤去。
- 2013年（平成25年）7月 - 福岡県立小倉高等学校・福岡県立東筑高等学校と3校合同学習会を開始。
- 2017年（平成29年）4月1日 - 理数科に代わり探究科を設置。
- 2018年（平成30年）
  - 定時制課程普通科で最後の新入生募集を行う。
  - 4月1日 - 文部科学省のスーパーサイエンスハイスクールに指定される。
- 2019年（令和元年）
  - 4月19日 - 「旭陵館」竣工。
  - 11月8日 - 創立100周年記念式典挙行。
- 2022年（令和4年）4月1日 - 定時制課程普通科が廃止[3]
- 2023年（令和5年） - スーパーサイエンスハイスクールに再指定され、2期目となる。

## 学校行事
3学期制
旭陵講演会
毎年6月の旭陵祭の前日に開催され、同校の著名な卒業生が招かれる。
旭陵祭（文化祭）
毎年6月に開催される。基本的にクラス単位で自由にイベントを行い、3年は食品バザーを行うこともできる。
クラスマッチ
毎年7月に2日間、3月（1・2年のみ）に1日間行われる。学年の枠がなく、1年生と3年生が試合をすることもある。
体育大会
毎年9月に行われ、出身中学校により、東部、西部、南部、北部に分かれて競う。
校外研修（修学旅行）
2年の冬（年次によっては1年の冬）に行われるスキー旅行。以前は長野だったが、2004年からは北海道に行くことが通例となっている。また、探究科は海外（シンガポール・マレーシア）と国内（東京）の選択。
生徒大会（生徒総会）
毎年2月に開催。

## 部活動
全日制課程
運動部
- 野球部 - 夏の甲子園大会に出場経験がある（1951年（昭和26年））。
- 卓球部
- 剣道部
- 弓道部 - 2004年（平成16年）に女子団体、2005年（平成17年）に女子個人でインターハイに出場。
- 水泳部
- 陸上競技部 - 2007年（平成19年）、2008年（平成20年）にインターハイ、国体に出場。
- バドミントン部
- サッカー部
- バレーボール部
- バスケットボール部
- テニス部
- ソフトテニス部
- ハンドボール部

文化部
- 演劇部
- 文芸部
- 美術部
- 科学部
- 写真部
- 新聞部
- 放送部
- 書道部
- 吹奏楽部 - 1979年（昭和54年）に普門館出場。
- 囲碁・将棋部
- 英会話部

クラブ
- 応援団
- 青少年赤十字（JRC）
- 器楽　

定時制課程（2022年4月廃止）
- バスケットボール部
- 卓球部
- バドミントン部

## 著名な出身者
- 西山太吉（ジャーナリスト、西山事件当事者、毎日新聞記者）
- 町田顯（前最高裁判所長官）
- 井上正治（法学者、九州大学名誉教授）
- 中部銀次郎（アマチュアゴルファー）
- 倉重英樹（プライスウォーターハウスクーパースコンサルタント会長兼社長、日本IBM副社長、日本テレコム社長、リップルウッド日本法人社長）
- 木村宏（日本たばこ産業社長）
- 船戸与一（小説家、直木賞受賞）
- 奥平剛士（日本赤軍幹部、テル・アビブ空港乱射事件（リッダ闘争）で死亡）
- 島泰三（類人猿学者）
- 岡村定矩（東京大学副学長、天文学者）
- 山下晋司（東京大学名誉教授）
- 山下友信（東京大学名誉教授）（同志社大学教授）
- 桝屋敬悟（政治家・公明党衆議院議員、元厚生労働副大臣）
- 河田正也（日清紡ホールディングス社長、日本卓球協会会長）
- 来島達夫（JR西日本社長、交通文化振興財団理事長）
- 泉原雅人（UBE株式会社社長）
- 山崎史郎（官僚・内閣官房参与、駐リトアニア大使、内閣官房まち・ひと・しごと創生本部事務局地方創生統括官）
- 渡邊敏夫（岩谷産業 副会長）
- 早田幸政（中央大学理工学部教授、教育行政学者）
- 横溝洋一郎（テレビ山口アナウンサー）
- 木村洋二（STVラジオ取締役エグゼクティブアナウンサー）
- 蜷川順子（関西大学文学部教授、美術史学者）
- 松岡由幸（慶應義塾大学理工学部教授）
- 林芳正（政治家・自民党衆議院議員、内閣官房長官）
- 中村秀明（毎日新聞論説委員）
- 矢野康治（官僚・財務事務次官）
- 三隅隆司（一橋大学大学院経営管理研究科教授）
- 柳瀬陽介（京都大学大学院人間・環境学研究科教授）
- 門出政則（佐賀大学理事・副学長、元佐賀大学海洋エネルギー研究センター長、元日本伝熱学会会長）
- 小幡英之（作詞家）
- 大庭昭彦（アクサローゼンバーグ取締役）
- 勢一智子（西南学院大学法学部教授、総務省国地方係争処理委員会委員）
- 後藤康文（北海道大学大学院文学研究科教授）
- 青池良輔（アニメーター）
- 貞包みゆき（フリーアナウンサー）
- 小坂俊史（漫画家）
- 前田晋太郎（政治家・下関市長）
- 河村太朗（フリーアナウンサー)
- 砂山圭大郎（文化放送アナウンサー）
- 三坂知絵子（女優）
- 寺川奈津美（気象予報士）[要出典]
- 井口謙 (RKB毎日放送アナウンサー)
- 藤永壮（大阪産業大学教授）[要出典]
- 児林大介（NHKアナウンサー）

## 交通
最寄りの鉄道駅
- JR西日本 山陽本線・山陰本線「幡生駅」より徒歩15分

最寄りのバス停
- サンデンバス 「東駅」バス停より徒歩5分

最寄りの道路
- 山口県道248号下関港安岡線
- 山口県道258号武久椋野線
- 山口県道57号下関港線
- 中国自動車道・関門橋「下関IC」より車で10分

## 周辺
- 梅光学院大学
- 山口県立下関双葉高等学校（旧山口県立下関中央工業高等学校跡地）
- 下関市立下関商業高等学校
- 山口県立下関南高等学校
- 山口県立下関南総合支援学校（旧・山口県立盲学校）
- 下関市立生野小学校・幼稚園
- 下関市立向山小学校
- 山口県下関自動車学校
- 戦場ヶ原公園